# Manuel Gomes (allenatore di calcio)
Manuel Gonçalves Gomes, meglio noto come Neca (Barcelos, 29 maggio 1951), è un allenatore di calcio ed ex calciatore portoghese, di ruolo centrocampista.